# Duets (альбом Эммилу Харрис)
Duets — сборник дуэтов Эммилу Харрис, выпущенный изначально в 1988 году. По юридическим причинам был вскоре отозван из продажи, но в 1990 году переиздан в расширенном и переработанном виде. Альбом содержит как ранее изданные, так и новые коллаборации певицы, с такими артистами как Грэм Парсонс, Рой Орбисон, Вилли Нельсон, The Band, Джордж Джонс, Рики Скэггс, Дон Уильямс, Нил Янг, Джон Денвер, Desert Rose Band, Southern Pacific и другими.

## Об альбоме
Компиляция из 10 треков вышла в 1988 году, но из-за разногласий с менеджментом Боба Дилана на почве композиции «Mozambique» (записана с Харрис на его альбоме Desire) была отозвана из продажи. Сегодня оригинальная версия сборника является коллекционной редкостью. В 1990 году он был перевыпущен уже без спорной песни. Также исчезли дуэты «One Paper Kid» с Вилли Нельсоном и «Only The Heart May Know» с Дэном Фогельбергом, но появился ряд других.
Версия 1990 года включает 12 треков, 10 из которых ранее выходили на других альбомах. Среди них «Love Hurts» с Грэмом Парсонсом, «All Fall Down» с Джорджем Джонсом, «That Lovin’ You Feelin’ Again» с Роем Орбисоном и прочие. По сравнению с оригинальным релизом, в сборник добавлено ещё несколько также издававшихся прежде записей: «Thing About You» с группой Southern Pacific, «Wild Montana Skies» с Джоном Денвером и «Star of Bethlehem» с Нилом Янгом.
Вместе с тем обновлённая компиляция включает и два совершенно новых трека — «The Price I Pay» и «Gulf Coast Highway». Первый — вокальная коллаборация с Крисом Хиллманом из Desert Rose Band (соратником Парсонса по группам The Byrds и The Flying Burrito Brothers). Второй записан с Нельсоном, который наряду с Харрис является одним из самых плодовитых кантри-артистов по части дуэтов (эта песня также стала синглом в поддержку альбома).

## Релиз и оценки
| Оценки критиков                   | Оценки критиков |
| Источник                          | Оценка          |
| --------------------------------- | --------------- |
| AllMusic                          | [ 5 ]           |
| The Encyclopedia of Popular Music | [ 6 ]           |
| MusicHound Country                | [ 7 ]           |
| Rolling Stone (веб-сайт)          | [ 8 ]           |
| The Rolling Stone Album Guide     | [ 9 ]           |
| Billboard                         | без рейтинга    |
| Cash Box                          | без рейтинга    |
| Los Angeles Times                 | без рейтинга    |
| People                            | без рейтинга    |
| RPM                               | без рейтинга    |

Альбом достиг позиции № 24 в чарте Top Country Albums. Сингл «Gulf Coast Highway» поднялся до строчки 52 в хит-параде Country Singles канадского издания RPM. Песня также номинировалась на CMA Awards как «Вокальное событие года».
По мнению обозревателя портала AllMusic Джейсона Энкени, Duets ни коим образом не является значимым пополнением в каталоге творчества Харрис и, очевидно, призван дополнительно заработать на волне успеха другого альбома коллабораций артистки — Trio (1987). Так, большинство песен на сборнике ранее уже выходили на других релизах, а сама подборка «в лучшем случае беспорядочна». Высказав мнение, что в общем и целом лучшими работами Харрис всё равно остаются её сольные проекты, критик в то же время отметил, что силу присутствующего на альбоме дуэта «Love Hurts», записанного певицей с Грэмом Парсонсом в период их короткого сотрудничества, по-прежнему невозможно поставить под сомнение.
Редакторы путеводителя The Rolling Stone Album Guide, напротив, назвали Duets наилучшей подборкой «того, что некоторые люди считают истинным призванием Харрис — гармонического пения». В свою очередь автор книги The Encyclopedia of Popular Music Колин Ларкин счёл компиляцию «восхитительной» в творческом плане, но отметил, что по сути в основе релиза лежит попытка маркетингового департамента WEA Records возродить интерес к звезде, которая, по их опасениям, возможно, миновала свой коммерческий пик. Музыкальный критик газеты Los Angeles Times Роберт Хилбёрн коротко охарактеризовал сборник как «подтверждение артистизма и многогранности, вероятно, самой ублажающей певицы в музыке кантри всех времён», особенно выделив представленные на альбоме коллаборации исполнительницы с Грэмом Парсонсом, Роем Орбисоном, Нилом Янгом и Джорджем Джонсом.
Журнал People с воодушевлением приветствовал саму идею выпуска альбома дуэтов Харрис, но от идеала, по оценке издания, сборник отделяет тот факт, что 10 из 12 треков ранее уже появлялись на других релизах. Набившими оскомину среди старых записей, по мнению рецензентов, являются «Love Hurts» с Парсонсом и «Star of Bethlehem» с Янгом, но это компенсируют более интересные «Evangeline» с The Band, «If I Needed You» с Доном Уильямсом, «Thing About You» с Southern Pacific, «Green Pastures» с Рики Скэггсом и «All Fall Down» с Джонсом. Назвав «превосходными» две новых песни («The Price I Pay» с Desert Rose Band и «Gulf Coast Highway» с Вилли Нельсоном), издание резюмировало, что альбом представляет собой тот редкий случай, когда выпуск сиквела (условно Duets II) кажется хорошей идеей.
Редакторы журнала Cash Box сочли проект «подлинной „музыкой для слуха“», отметив, что кристально чистое сопрано Харрис с каждым треком проецирует образ за образом, а превзойти её в подобном рисовании картин при помощи слов может лишь Нельсон, который логичным образом является одним из партнёров Харрис на этом альбоме. Похвалив выбор артистов для сборника, издание в итоге описало его как «отличную вещь». Согласно рецензентам журнала Billboard, релиз подтверждает истину о том, что «никто не поёт кантри столь приятно как Харрис», и даже с учётом нехватки новых песен, альбом, по их выражению, «вызывает благоговение».

## Трек-лист
Жирным выделены песни, которые присутствуют только в одной версии сборника (1988 или 1990 года).
| №   | Название                        | Автор(ы)                    | Партнёр         | Длительность |
| --- | ------------------------------- | --------------------------- | --------------- | ------------ |
| 1.  | «Love Hurts»                    | Будло Брайант               | Грэм Парсонс    | 3:40         |
| 2.  | «That Lovin' You Feelin' Again» | Рой Орбисон, Крис Прайс     | Рой Орбисон     | 4:00         |
| 3.  | «Evangeline»                    | Робби Робертсон             | The Band        | 3:10         |
| 4.  | «All Fall Down»                 | Рон Петерсон, Гарлан Говард | Джордж Джонс    | 3:19         |
| 5.  | «One Paper Kid»                 | Уолтер Мартин Коварт        | Вилли Нельсон   | 2:56         |
| 6.  | «Mozambique»                    | Боб Дилан, Жак Леви         | Боб Дилан       | 2:56         |
| 7.  | «If I Needed You»               | Таунс Ван Зандт             | Дон Уильямс     | 3:35         |
| 8.  | «We Believe in Happy Endings»   | Боб Макдилл                 | Эрл Томас Конли | 3:34         |
| 9.  | «Only The Heart May Know»       | Дэн Фогельберг              | Дэн Фогельберг  | 4:12         |
| 10. | «Green Pastures»                | Ван Гус                     | Рики Скэггс     | 3:08         |

| №   | Название                        | Автор(ы)                                   | Партнёр              | Длительность |
| --- | ------------------------------- | ------------------------------------------ | -------------------- | ------------ |
| 1.  | «The Price I Pay»               | Крис Хиллман, Билл Уайлдс                  | The Desert Rose Band | 2:58         |
| 2.  | «Love Hurts»                    | Будло Брайант                              | Грэм Парсонс         | 3:40         |
| 3.  | «That Lovin' You Feelin' Again» | Рой Орбисон, Крис Прайс                    | Рой Орбисон          | 4:00         |
| 4.  | «We Believe in Happy Endings»   | Боб Макдилл                                | Эрл Томас Конли      | 3:34         |
| 5.  | «Thing About You»               | Том Петти                                  | Southern Pacific     | 3:51         |
| 6.  | «Star of Bethlehem»             | Нил Янг                                    | Нил Янг              | 2:43         |
| 7.  | «All Fall Down»                 | Рон Петерсон, Гарлан Говард                | Джордж Джонс         | 3:19         |
| 8.  | «Wild Montana Skies»            | Джон Денвер                                | Джон Денвер          | 4:02         |
| 9.  | «Green Pastures»                | Ван Гус                                    | Рики Скэггс          | 3:08         |
| 10. | «Gulf Coast Highway»            | Нэнси Гриффит, Дэнни Флауэрс, Джеймс Хукер | Вилли Нельсон        | 3:09         |
| 11. | «If I Needed You»               | Таунс Ван Зандт                            | Дон Уильямс          | 3:35         |
| 12. | «Evangeline»                    | Робби Робертсон                            | The Band             | 3:10         |

## Позиции в чартах
| Чарт (1990)                        | Высшая позиция | Прим.  |
| ---------------------------------- | -------------- | ------ |
| США, Billboard, Top Country Albums | 24             | [ 14 ] |

## Полезные ссылки
- «The Price I Pay» (с Desert Rose Band) на YouTube
- «Gulf Coast Highway» (с Вилли Нельсоном) на YouTube